# Бухта

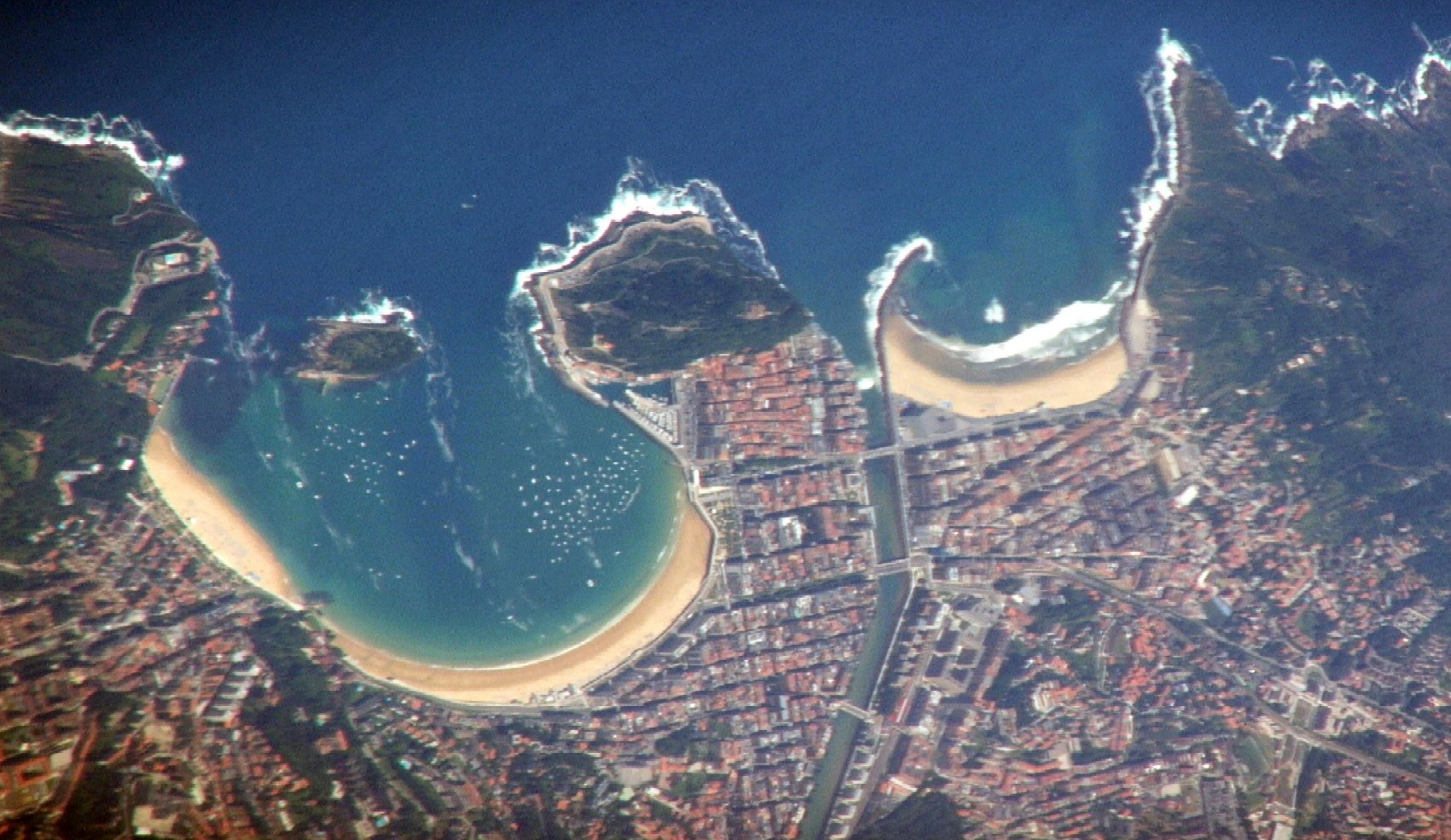
Бухта в Сан-Себастьяні, Іспанія

Бу́хта (від нім. Bucht, дос. «вигин», «кривина») — невелика частина моря, затоки, озера, водосховища, відокремлена від відкритих вод із трьох боків частинами суші (виступами берегів, скелями та прилеглими островами) і захищена ними від хвиль та вітру. Проте в німецькій мові слово бухта має розширене значення і може позначати як затоку (наприклад, Гудзонова затока — (нім. Hudson-Bucht)), так і море (наприклад, Море Баффіна — (нім. Baffin-Bucht)).
Місцеві умови визначають гідрологічний режим бухти, який дещо відрізняється від режиму прилеглих до неї вод.
Як правило, бухти є зручним місцем стоянки суден — наприклад, Геленджицька та Цемеська бухти в Чорному морі, Золотий Ріг у протоці Босфор.
Великою бухтою можна назвати затоку, зунд або риф. Вузька бухта також може бути названа фіордом, якщо його береги відносно круті. Кале має кругове або овальне узбережжя з вузьким входом, а деякі кале можуть бути позначені як бухти.
Більшість невеликих бухт утворюються в м'яких скелях або глинах, вимитих хвилями. Тверді породи зруйнувати важче, в результаті чого утворюється мис. Невелика бухта може бути в складі більшої бухти (наприклад, Джеймсова бухта у складі Гудзонової бухти). Великі бухти, на кшталт Бенгальської бухти та Гудзонової бухти, мають різноманітну морську геологію.